# Steffen Körbitz
Steffen Körbitz (* 11. Mai 1951) ist ein deutscher Badmintonspieler.

## Karriere
Steffen Körbitz gewann 1969 zwei Silbermedaillen bei den DDR-Juniorenmeisterschaften. Bei den Studentenmeisterschaften erkämpfte er sich 1973 und 1975 ebenfalls Silber. 1985 wurde er Dritter im Herrendoppel bei den Erwachsenen. Weitere Medaillen konnte er mit dem Team von Lok HfV Dresden erringen.

## Sportliche Erfolge
| Saison    | Veranstaltung                    | Disziplin    | Platz | Name |
| --------- | -------------------------------- | ------------ | ----- | --- |
| 1968/1969 | DDR-Einzelmeisterschaft AK 16/17 | Mixed        | 2     | Steffen Körbitz / Marina Göpfert (SG Gittersee) |
| 1968/1969 | DDR-Einzelmeisterschaft AK 16/17 | Herrendoppel | 2     | Steffen Körbitz / Gunther Fröhlich (SG Gittersee) |
| 1972/1973 | Silberner Federball              | Herrendoppel | 3     | Bernd Behrens / Steffen Körbitz (SG Gittersee) |
| 1972/1973 | DDR-Studentenmeisterschaft       | Herrendoppel | 2     | Steffen Körbitz / Bernd Behrens (TU Dresden / TU Dresden – SG Gittersee) |
| 1974/1975 | DDR-Studentenmeisterschaft       | Herrendoppel | 2     | Bernd Behrens / Steffen Körbitz (TU Dresden – SG Gittersee / TU Dresden) |
| 1976/1977 | DDR-Mannschaftsmeisterschaft     | Mannschaft   | 3     | SG Gittersee (Claus Cassens, Dieter Krompaß, Joachim Völker, Lutz Krompaß, Steffen Körbitz, Monika Cassens, Angelika Neubert)                                                 |
| 1979/1980 | DDR-Mannschaftsmeisterschaft     | Mannschaft   | 3     | Lok HfV Dresden (Claus Cassens, Dieter Krompaß, Joachim Völker, Lutz Krompaß, Andreas Benz, Steffen Körbitz, Hans Sossna, Monika Cassens, Angelika Neubert, Dagmar Friedrich) |
| 1979/1980 | DDR-Einzelmeisterschaft          | Herrendoppel | 3     | Steffen Körbitz / Andreas Benz (Lok HfV Dresden) |
| 1980/1981 | DDR-Mannschaftsmeisterschaft     | Mannschaft   | 2     | Lok HfV Dresden (Andreas Benz, Steffen Körbitz, Dieter Krompaß, Hans Sossna, Joachim Völker, Claus Cassens, Monika Cassens, Angelika Neubert, Dagmar Friedrich)               |
| 1981/1982 | DDR-Mannschaftsmeisterschaft     | Mannschaft   | 2     | Lok HfV Dresden (Andreas Benz, Claus Cassens, Joachim Völker, Steffen Körbitz, Dieter Krompaß, Dagmar Friedrich, Monika Cassens)                                              |
| 1982/1983 | DDR-Mannschaftsmeisterschaft     | Mannschaft   | 2     | Lok HfV Dresden (Andreas Benz, Claus Cassens, Joachim Völker, Steffen Körbitz, Michael Huber, Dieter Krompaß, Hans Sossna, Monika Cassens, Dagmar Friedrich)                  |
| 1983/1984 | DDR-Mannschaftsmeisterschaft     | Mannschaft   | 2     | Lok HfV Dresden (Andreas Benz, Steffen Körbitz, Hans Sossna, Joachim Völker, Claus Cassens, Dieter Krompaß, Sven Hauswald, Monika Cassens, Birgit Harder, Monika Geier)       |
| 1984/1985 | DDR-Einzelmeisterschaft          | Herrendoppel | 3     | Steffen Körbitz / Andreas Benz (Lok HfV Dresden) |
| 1985/1986 | DDR-Mannschaftsmeisterschaft     | Mannschaft   | 3     | Lok HfV Dresden (Andreas Benz, Michael Huber, Joachim Völker, Claus Cassens, Steffen Körbitz, Monika Cassens, Monika, Geier)                                                  |
| 1986/1987 | DDR-Mannschaftsmeisterschaft     | Mannschaft   | 2     | Lok HfV Dresden (Andreas Benz, Michael Huber, Joachim Völker, Claus Cassens, Steffen Körbitz, Monika Cassens, Birgit Harder)                                                  |
| 1987/1988 | DDR-Mannschaftsmeisterschaft     | Mannschaft   | 2     | Lok HfV Dresden (Andreas Benz, Monika Cassens, Joachim Völker, Michael Huber, Steffen Körbitz, Claus Cassens, Birgit Harder)                                                  |
| 1988/1989 | DDR-Mannschaftsmeisterschaft     | Mannschaft   | 2     | Lok HfV Dresden (Andreas Benz, Joachim Völker, Michael Huber, Steffen Körbitz, Lutz Jenke, Monika Cassens, Birgit Harder)                                                     |
| 1989/1990 | DDR-Mannschaftsmeisterschaft     | Mannschaft   | 2     | Lok HfV Dresden (Lutz Jenke, Joachim Völker, Dirk Otto, Monika Cassens, Steffen Körbitz, Birgit Mengs, Michael Huber, Andreas Benz)                                           |